# تیانچی
تیانچی (چینی: 天啟؛ پین‌یین: Tiān Qǐ؛ انگلیسی: Tianqi) نام پادشاهی جو یوجیائو (۲۳ دسامبر ۱۶۰۵ - ۳۰ سپتامبر ۱۶۲۷)، پانزدهمین امپراتور دودمان مینگ بود. او همچنین نخستین فرزند امپراتور تایچانگ و برادر بزرگ امپراتور چونگ‌جن بود.

## آغاز سلطنت
در ۱۶۲۰ امپراتور تایچانگ درگذشت و پسر بزرگش جو یوجیائو که ۱۵ سال بیشتر نداشت با عنوان امپراتور تیانچی بر تخت سلطنت نشست. جو یوجیائو دچار اختلال در یادگیری بود و به همین دلیل کم سواد مانده بود. مردم به خاطر احترام به امپراتور می‌گفتند که او آنقدر وقت نداشته‌است تا خواندن و نوشتن را بیاموزد. همین امر سبب شده بود تا امپراتور جوان علاقه‌ای به کشورداری نداشته باشد و اداره ی امور تمام کشور را به خواجهٔ اعظم وی جونگ‌شیان و دایه ی خود بانو که بسپارد و خود سرگرم کار مورد علاقه‌اش - درودگری - شود.

## دولت وحشت
از آنجا که تمام قدرت وی به‌ جونگ‌شیان و امپراتریس مادر که سپرده شده بود، آن دو شروع به گماردن افراد مورد اعتماد خود در پست‌های مهم و از میان برداشتن وزرای مخالف خود کردند. حتی امپراتریس مادرکه برای اینکه قدرت بیشتری داشته باشد اقدام به زندانی کردن زنان امپراتور نمود و آنقدر به آنها گرسنگی داد تا جان سپردند. سپس میزان دریافت مالیات از مردم افزایش یافت و اگر کسی می‌خواست موقعیت خود را حفط نماید باید رشوه‌های سنگینی را می‌پرداخت و هر کس نیز که اعتراض یا مخالفت می‌نمود، دستگیر، زندانی و تا سر حد مرگ شکنجه می‌شد. در این شرایط گروهی از پیروان مکتب کنفوسیوس که با نام جنبش دونگلین شناخته می‌شدند و شماری از پیروانشان از صاحب‌منصبان دربار بودند نگرانی خود را نسبت به اوضاع سیاسی کشور اعلام داشتند ولی نتیجه‌اش دستگیری و اعدام رهبران گروه، ویران‌سازی مؤسسات مربوط به آنها و پاکسازی پیروانشان از پست‌های دولتی با حکم امپراتور بود. شرایط زندگی در این مدت روزبروز بدتر می‌شد و شورش‌های مردمی زیادی علیه امپراتور تیانچی صورت پذیرفت.

## پایان سلطنت
امپراتور تیانچی در ۳۰ سپتامبر ۱۶۲۷ ناگهان درگذشت و چون هیچ وارثی نداشت، برادر کوچکترش جو یوجیان به مقام امپراتوری رسید و به عمر دولت وحشت پایان داد. تیانچی با نام شی‌زونگ (熹宗) در مقبره سلطنتی به خاک سپرده شد و نام پس از مرگ امپراتور جه (کامل: Da Tian Chan Dao Dun Xiao Du You Zhang Wen Xiang Wu Jing Mu Zhuang Qin Zhe) به او داده شد.